# Lista de singles número um na Billboard Global 200 em 2020

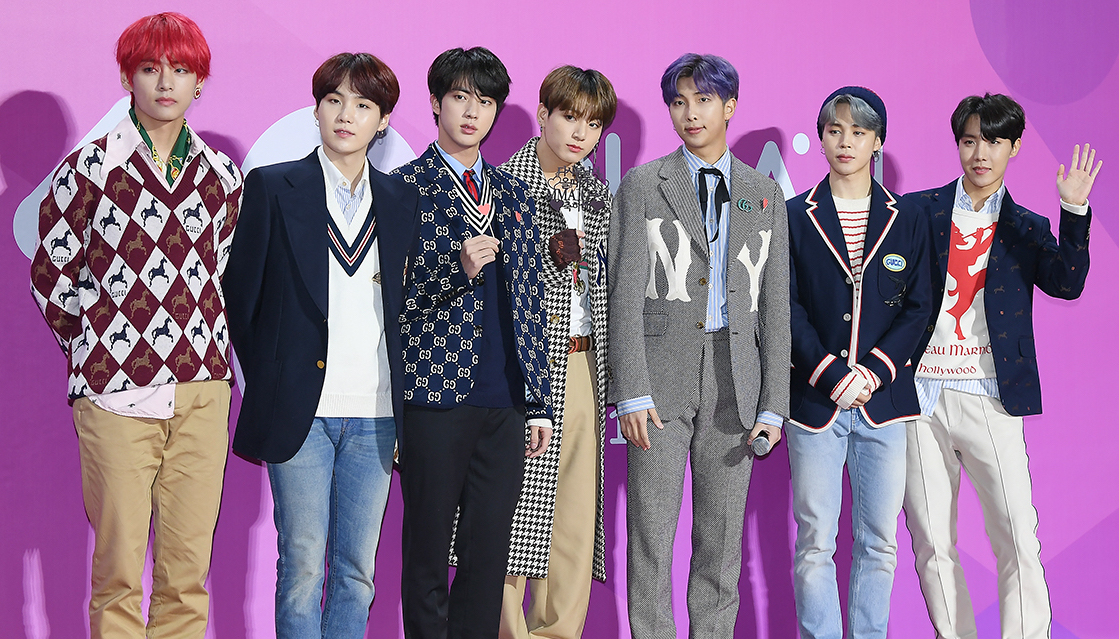
A boy band sul-coreana BTS liderou a Global 200 por cinco semanas e a Global Excl. US por sete semanas, com três singles número um: "Dynamite", "Savage Love (Laxed – Siren Beat)" e "Life Goes On".

Abaixo segue uma lista de singles número um na Billboard Global 200 em 2020. A Global 200 é uma parada musical que classifica as canções com melhor desempenho globalmente. Seus dados, publicados pela revista Billboard e compilados pela MRC Data, são baseados em vendas digitais e streaming online de mais de 200 territórios em todo o mundo. Outra parada semelhante é a Billboard Global Excl. US, que segue a mesma fórmula, exceto que abrange todos os territórios, excluindo os EUA. As duas paradas foram lançadas em 19 de setembro de 2020.
Na Global 200, sete singles alcançaram o número um em 2020. Nove artistas — Cardi B, Megan Thee Stallion, BTS, Jawsh 685, Jason Derulo, Ariana Grande, Bad Bunny, Jhay Cortez e Mariah Carey — alcançaram o topo da parada. O grupo sul-coreano BTS colocou três singles no número um, o maior número para qualquer artista, e passou cinco semanas combinadas no topo da parada. Sua canção "Dynamite" empatou com "WAP", de Cardi B (com participação de Megan Thee Stallion), e "Dákiti", de Bad Bunny e Jhay Cortez como o número um mais longo de 2020, cada um liderando a parada por três semanas.
Na Global Excl. US, seis singles alcançaram o número um em 2020. Seis artistas – Maluma, BTS, Blackpink, Ariana Grande, Bad Bunny e Jhay Cortez–alcançaram o topo da parada, todos pela primeira vez. BTS colocou dois singles no número um, o maior número para qualquer artista, e passou sete semanas combinadas no topo da parada. Sua canção "Dynamite" foi o número um mais longa do ano, liderando a parada por seis semanas.

## Histórico
| Data           | Billboard Global 200               | Billboard Global 200                     | Billboard Global Excl. US | Billboard Global Excl. US | Ref.   |
| Data           | Canção                             | Artista(s)                               | Canção                    | Artista(s)                | Ref.   |
| -------------- | ---------------------------------- | ---------------------------------------- | ------------------------- | ------------------------- | ------ |
| 19 de setembro | "WAP"                              | Cardi B com part. de Megan Thee Stallion | "Hawái"                   | Maluma                    | [ 1 ]  |
| 26 de setembro | "WAP"                              | Cardi B com part. de Megan Thee Stallion | "Dynamite"                | BTS                       | [ 2 ]  |
| 3 de outubro   | "Dynamite"                         | BTS                                      | "Dynamite"                | BTS                       | [ 3 ]  |
| 10 de outubro  | "WAP"                              | Cardi B com part. de Megan Thee Stallion | "Dynamite"                | BTS                       | [ 4 ]  |
| 17 de outubro  | "Savage Love (Laxed – Siren Beat)" | Jawsh 685, Jason Derulo e BTS            | "Lovesick Girls"          | Blackpink                 | [ 5 ]  |
| 24 de outubro  | "Dynamite"                         | BTS                                      | "Dynamite"                | BTS                       | [ 6 ]  |
| 31 de outubro  | "Dynamite"                         | BTS                                      | "Dynamite"                | BTS                       | [ 7 ]  |
| 7 de novembro  | "Positions"                        | Ariana Grande                            | "Positions"               | Ariana Grande             | [ 8 ]  |
| 14 de novembro | "Positions"                        | Ariana Grande                            | "Dákiti"                  | Bad Bunny e Jhay Cortez   | [ 9 ]  |
| 21 de novembro | "Dákiti"                           | Bad Bunny e Jhay Cortez                  | "Dákiti"                  | Bad Bunny e Jhay Cortez   | [ 10 ] |
| 28 de novembro | "Dákiti"                           | Bad Bunny e Jhay Cortez                  | "Dákiti"                  | Bad Bunny e Jhay Cortez   | [ 11 ] |
| 5 de dezembro  | "Life Goes On"                     | BTS                                      | "Life Goes On"            | BTS                       | [ 12 ] |
| 12 de dezembro | "Dákiti"                           | Bad Bunny e Jhay Cortez                  | "Dákiti"                  | Bad Bunny e Jhay Cortez   | [ 13 ] |
| 19 de dezembro | "All I Want for Christmas Is You"  | Mariah Carey                             | "Dákiti"                  | Bad Bunny e Jhay Cortez   | [ 14 ] |
| 26 de dezembro | "All I Want for Christmas Is You"  | Mariah Carey                             | "Dynamite"                | BTS                       | [ 15 ] |